# بات آدامز
بات آدامز (بالإنجليزية: Pat Adams)‏ هي رسامة أمريكية، ولدت في 8 يوليو 1928 في ستوكتون في الولايات المتحدة.